# Bronisin
Bronisin – dawna wieś, obecnie osiedle na Górnej w Łodzi, w obrębie osiedla administracyjnego Wiskitno. Leży na południu miasta, w rejonie ulicy Bronisin.

## Historia
Dawniej samodzielna miejscowość. Od 1867 w gminie Wiskitno. W okresie międzywojennym należał do powiatu łódzkiego w woj. łódzkim. W 1921 roku liczył 98 mieszkańców. 1 września 1933 utworzono gromadę (sołectwo) Bronisin w granicach gminy Wiskitno, składającą się ze wsi Bronisin, folwarku Huta Wiskicka oraz części folwarku Wiskitno A.
Podczas II wojny światowej włączony do III Rzeszy. Po wojnie Bronisin powrócił do powiatu łódzkiego w woj. łódzkim jako jedna z 12 gromad gminy Wiskitno. W związku z reorganizacją administracji wiejskiej jesienią 1954, Bronisin wszedł w skład nowej gromady Wiskitno. W 1971 roku ludność wsi wynosiła 162.
Od 1 stycznia 1973 w gminie Rzgów w powiecie łódzkim. W latach 1975–1987 miejscowość należała administracyjnie do województwa łódzkiego.
1 stycznia 1988 Bronisin (300,19 ha) włączono do Łodzi.